# Dandâ
Pour les articles homonymes, voir Danda et car.
Les dandâ, dandî, dandiâ, câr ou châr sont des instruments de percussions de l'Inde du nord. Ces Idiophones similaires à des claves sont surtout utilisés dans les danses de bâtons folkloriques où chaque danseur en est muni d'une paire.
Le kôlu, karra ou katta en est l'équivalent au sud du pays.
Simple bâton de bois ou de bambou ou de contreplaqué, ils se présentent sous diverses formes et tailles (de 20 à 60 cm), parfois ornementés de grelots.

## Jeu
Soit on les frappe l'un contre l'autre, soit on frappe ceux de son voisins avec les siens lors d'une danse. On le trouve aussi dans les danses tribales printanières notamment. Le son produit est très sec et claquant.